# Ramkókamekra
Ramkókamekra (Ramakókamekran, Ramkokamekran, Rankôkãmekra, Remkokamekrã, Rancocamecra, Ramkokamecra, Canela Ramkókamekra, Canela Rankokamekrá, Kanela Rankokamekra, Capiecran, Merrime), Jedno od 3 Canela plemena danas naseljeni na rezervatu Kanela u brazilskoj državi Maranhão. Populacija im je u kasnom 18. stoljeću iznosila 800; 300 (1935); a u novije doba 833 (1990) u općini Barra da Corda, ukupno 950 (1995). 
Govore dijalektom jezika canela koji pripada široj skupini timbira.